# Curius panamensis
Curius panamensis är en skalbaggsart som beskrevs av Bates 1885. Curius panamensis ingår i släktet Curius och familjen långhorningar.
Artens utbredningsområde är Panama. Inga underarter finns listade i Catalogue of Life.